# Волдерс, Йос
Йозеф «Йос» Волдерс (нидерл. Jozef «Jos» Volders; род. 30 декабря 1949, Kwaadmechelen, Лимбург) — бельгийский футболист, защитник.

## Карьера

### Клубная карьера
Во взрослом футболе дебютировал в 1967 году в клубе «Андерлехт». В своём первом сезоне в команде Волдерс сыграл в 10 матчах. В 1968 году он стал чемпионом страны. В следующем сезоне вместе с клубом выиграл национальный чемпионат, а затем стал обладателем Кубка Бельгии. Он выиграл кубок во второй раз подряд в 1973 году и в третий раз титул чемпиона страны в 1974 году.
В 1974 году перешёл в клуб «Брюгге». Вместе с клубом трижды подряд становился чемпионом страны в 1976, 1977 и 1978 годах. В 1977 году он также выиграл Кубок Бельгии. В 1976 году клуб сыграл в финале Кубка УЕФА, но проиграл «Ливерпулю».
В 1982 году перешёл в «Мехелен», где отыграл два сезона. Завершил карьеру футболиста в 1986 году в клубе «Эндрахт Алтер».

### Карьера в сборной
В 1977 году провёл свой единственный матч в составе национальной сборной Бельгии.

## Достижения
«Андерлехт»
- Чемпион Бельгии: 1967/68, 1971/72, 1973/74
- Обладатель Кубка Бельгии: 1971/72, 1972/73
- Обладатель Кубка футбольной лиги: 1973, 1974

«Брюгге»
- Чемпион Бельгии: 1975/76, 1976/77, 1977/78, 1979/80
- Обладатель Кубка Бельгии: 1976/77